# Haeterius californicus
Haeterius californicus är en skalbaggsart som beskrevs av Horn 1870. Haeterius californicus ingår i släktet Haeterius och familjen stumpbaggar. Inga underarter finns listade i Catalogue of Life.